# WASP-13
WASP-13 eller Gloas, är en ensam stjärna belägen i den södra delen av stjärnbilden Lodjuret. Den har en skenbar magnitud av ca 10,42 och kräver ett teleskop för att kunna observeras. Baserat på parallax enligt Gaia Data Release 3 på ca 4,33 mas, beräknas den befinna sig på ett avstånd på ca 753 ljusår (ca 231 parsek) från solen. Den rör sig bort från solen med en heliocentrisk radialhastighet på ca 10 km/s. Enligt SIMBAD observerades WASP-13 första gången 1997, när den katalogiserades av astronomer som mätte egenrörelsen hos stjärnor i områden på himlen där galaxer söks.

## Nomenklatur
Stjärnan har fått benämningen WASP-13 eftersom den upptäcktes genom programmet Wide Angle Search for Planets.
År 2019 tillkännagav IAU som en del av NamnExoWorlds att WASP-13 och dess planet WASP-13b skulle få officiella namn utvalda av skolbarn från Storbritannien. De valda namnen var Gloas för WASP-13 och Cruinlagh för WASP-13b, de manxiska orden för "att glänsa" respektive "omloppsbana". 

## Egenskaper
WASP-13 är en solliknande gul till vit stjärna i huvudserien av spektralklass G1 V. Den har en massa som är ca 1,2 solmassa, en radie som är ca 1,6 solradie och har ca 2,9 gånger solens utstrålning av energi från dess fotosfär vid en effektiv temperatur av ca 5 900 K.
Utvecklingsstatusen för WASP-13, som framgår av dess position i Hertsprung-Russel-diagrammet, är att den närmar sig slutet av huvudserien, och anses vara mycket nära att ha förbrukat förrådet av väte i dess kärna och bli en underjätte. Jämförelse med teoretiska isokroner och stjärnor med noggrant bestämd ålder ger en ålder för WASP-13 på ca 5,1 miljarder år. Tidigare uppskattningar hade gett en högre ålder, men med en mycket stor osäkerhet.

## Planetsystem
Efter att WASP-13 med början 2006 observerades av ett av SuperWASP-teleskopen, ledde uppföljande observationer av stjärnan 2008 till upptäckten av planeten Cruinlagh.
| Planet | Massa            | Halv storaxel (AE) | Siderisk omloppstid (d) | Excentricitet | Inklination | Radie |
| ------ | ---------------- | ------------------ | ----------------------- | ------------- | ----------- | ----- |
| b      | 0,485 ± 0,058 MJ | 0,05379 ± 0,00059  | 4,353011 ± 0,000013     | 0             | -           | -     |